# Лукас Оіл Стедіум
Лукас Оіл Стедіум (англ. Lucas Oil Stadium) — це стадіон з розсувним дахом, знаходиться в Індіанаполісі, штат Індіана. Стадіон знаменитий своїм великим відкриттям 16 серпня 2008 року. Цей стадіон став домашньою ареною для клуба Національна футбольна ліга — «Індіанаполіс Колтс», замінивши «RCA Dome».

## Фото споруди

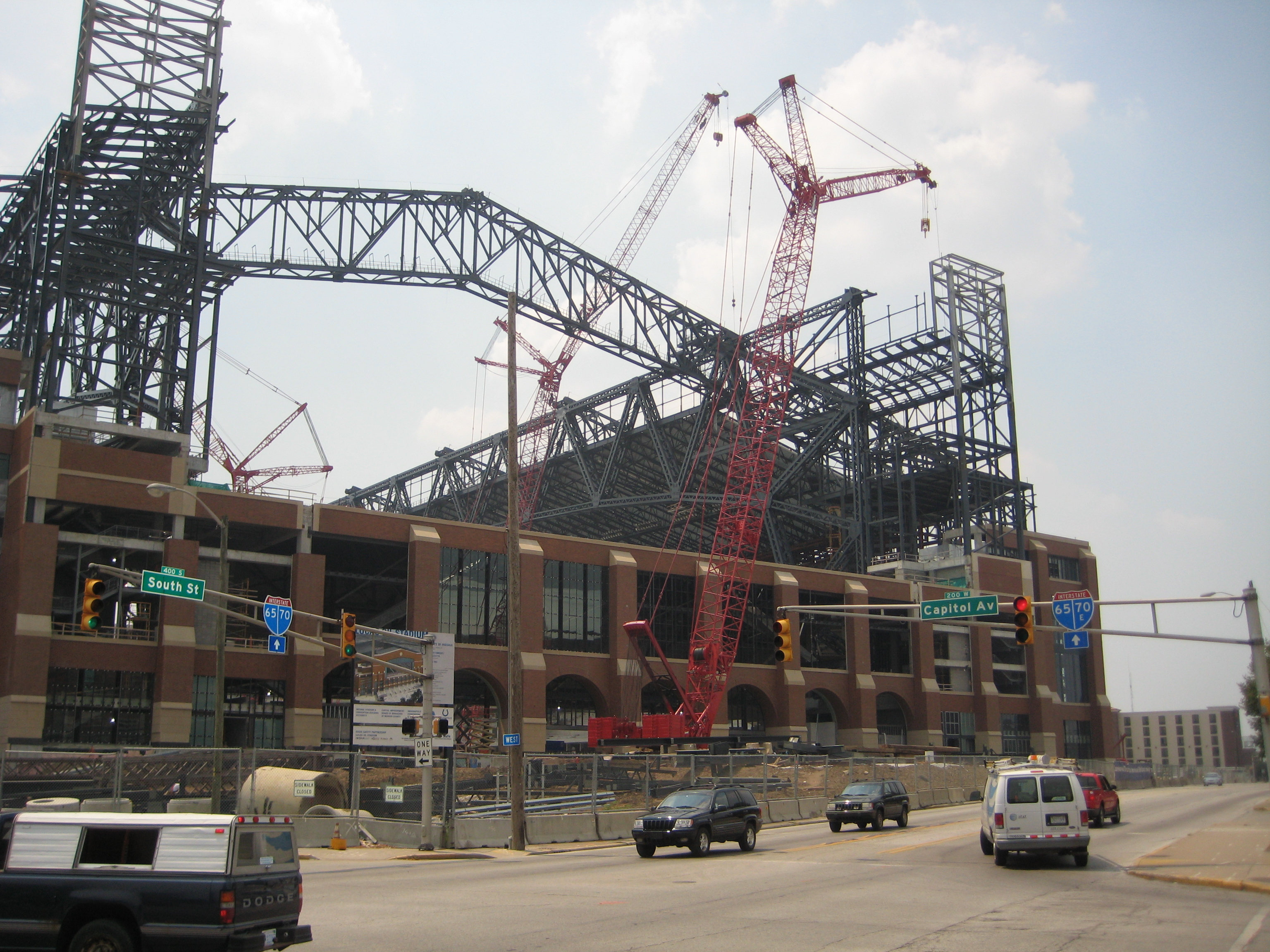
Ранні етапи будівництва
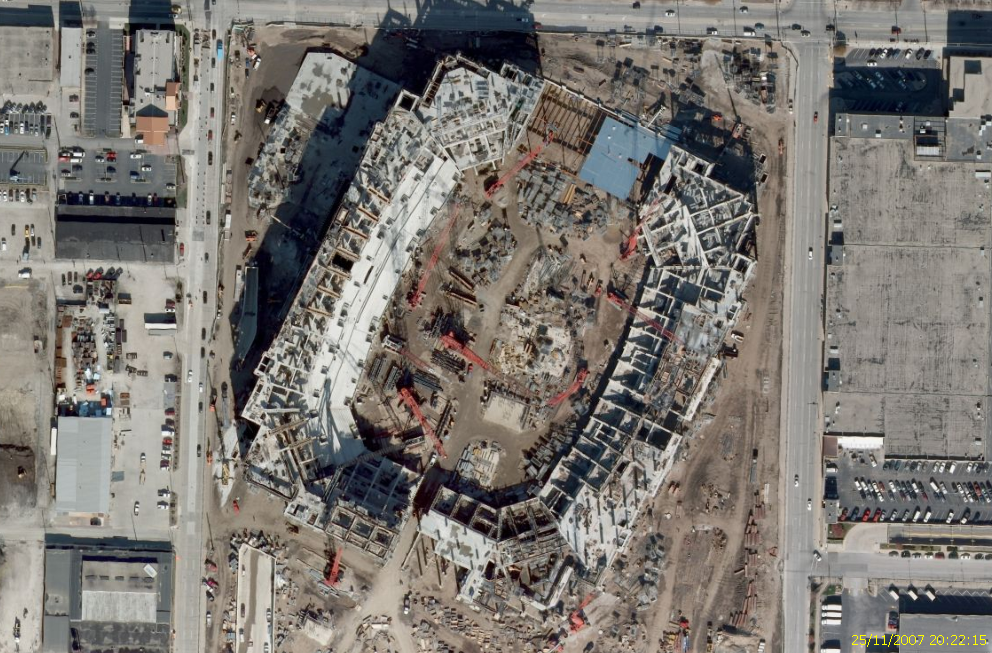
Супутникове фото
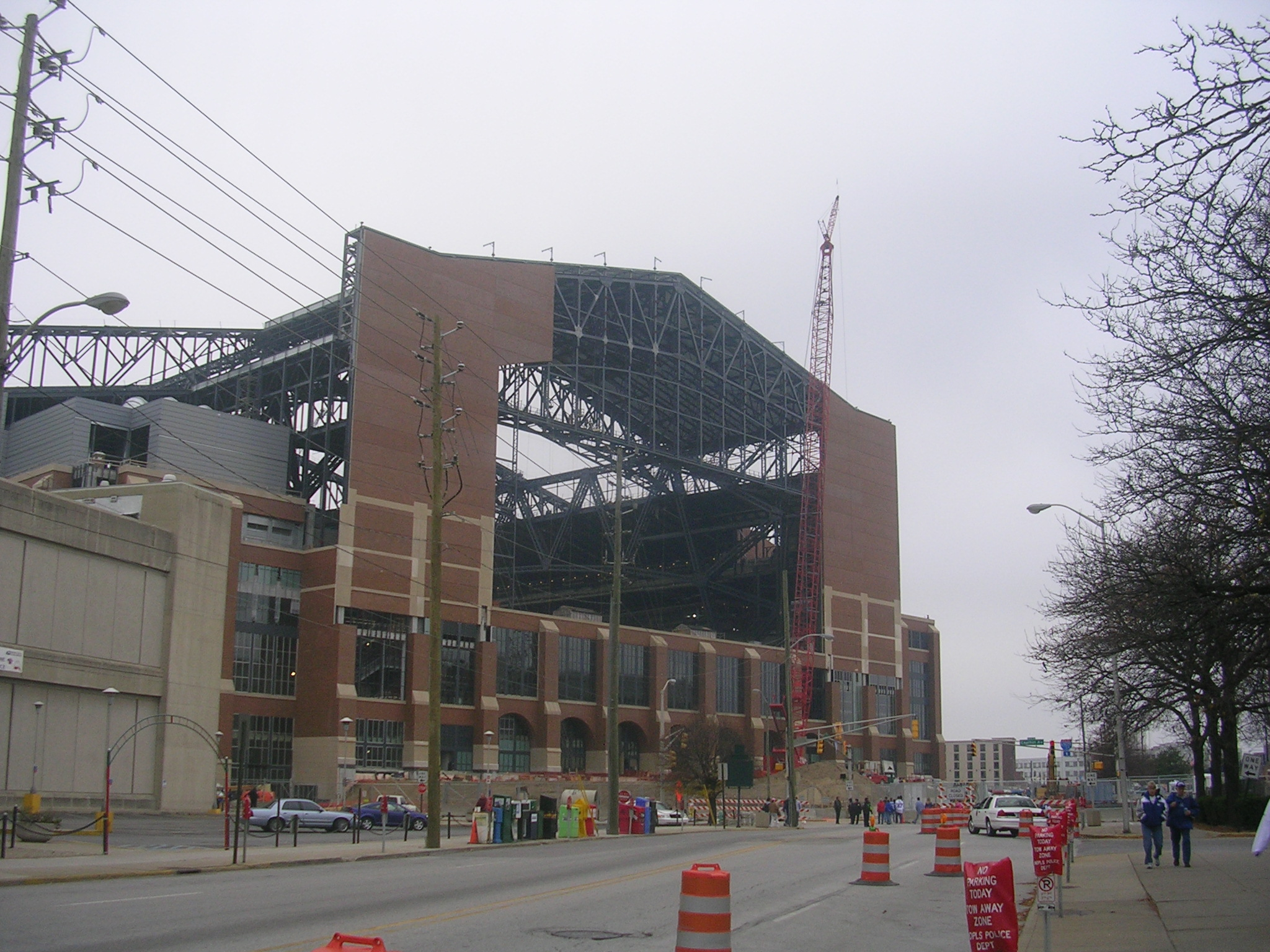
Середній етап будівництва
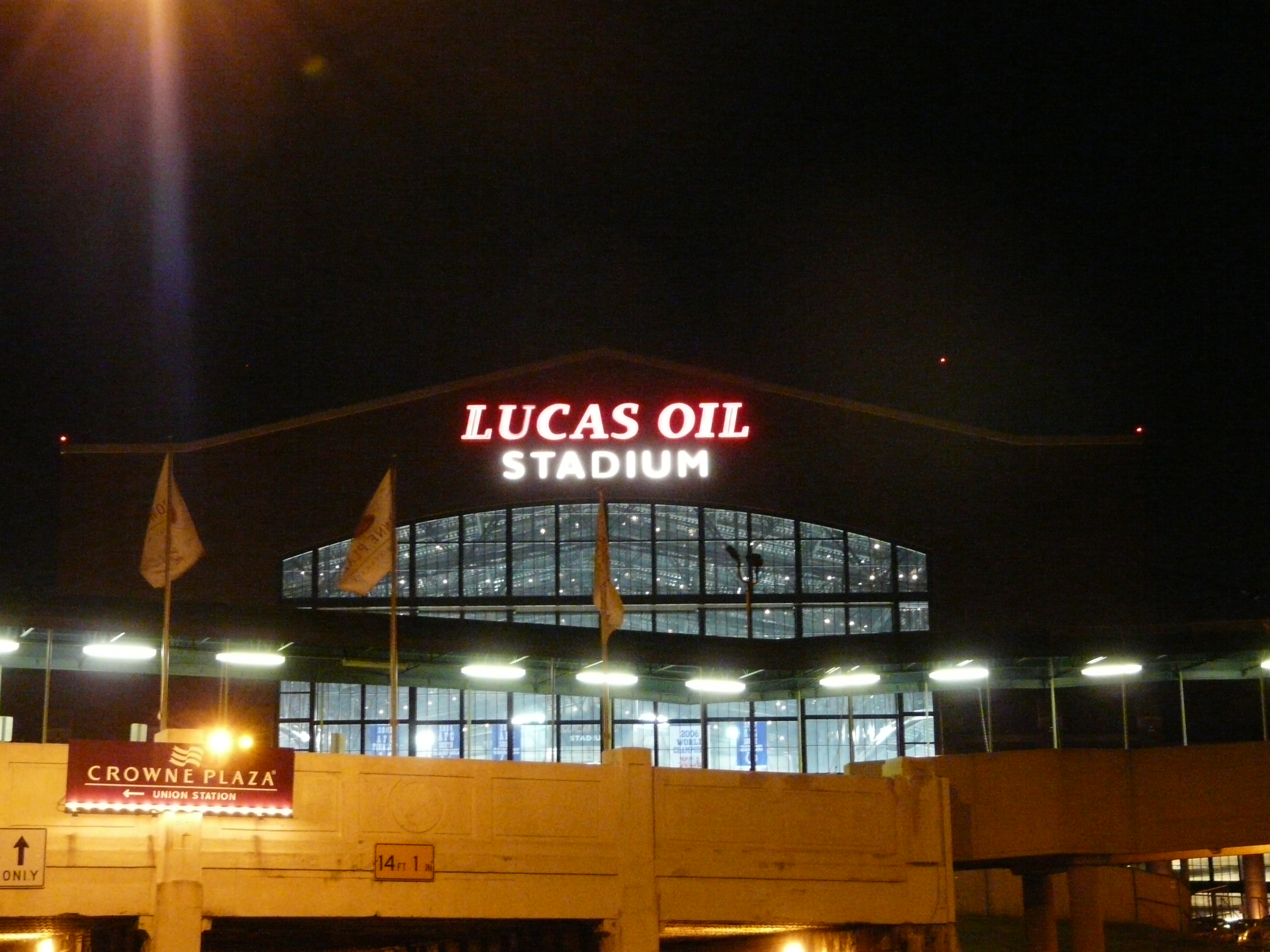
Стадіон вночі